# Alcis vicina
Alcis vicina är en fjärilsart som beskrevs av Moore 1888. Alcis vicina ingår i släktet Alcis och familjen mätare. Inga underarter finns listade i Catalogue of Life.